# ORP Władysławowo
L'ORP Władysławowo était un bateau lance-missiles de la marine polonaise, du projet soviétique 205 (selon la nomenclature de l'OTAN : Classe Osa I).

## Historique
Il a été construit au chantier naval de Rybinsk sur le territoire de l'Union des républiques socialistes soviétiques. Il était le dernier des treize navires de ce type à servir en Pologne. Il est entré en service le 13 novembre 1975. Il faisait partie de la 3e flottille à Gdynia. Il a été supprimé de la liste de la flotte le 31 mars 2006. Il avait le numéro de coque 433 et son nom était de la ville de Władysławowo.

### Préservation
À l'automne 2008, il a été décidé de conserver cette unité. En mars 2010, il a été remorqué jusqu'à Kołobrzeg, où il a été conservé comme navire musée. 
En 2012, le navire a été sorti de l'eau et sert d'exposition  dans le musée en plein air de Kołobrzeg. 